# Ichneumon lateralis
Ichneumon lateralis là một loài tò vò trong họ Ichneumonidae.